# هلموت فون مولتکه (جوان‌تر)
هلموت یوهانس لودویگ گراف فون مولتکه (Helmuth Johannes Ludwig Graf von Moltke؛ ۲۵ مه ۱۸۴۸ – ۱۸ ژوئن ۱۹۱۶) همچنین شناخته شده به عنوان «مولتکهٔ جوانتر» یک ژنرال آلمانی بود که به عنوان رئیس ستاد مشترک ارتش امپراتوری آلمان از یکم ژانویه ۱۹۰۶ تا چهاردهم سپتامبر ۱۹۱۴ خدمت کرد. وی برادرزادهٔ ژنرال هلموت فون مولتکه(بزرگتر) که از نظریه پردازان برجسته نظامی قرن نوزدهم و یکی از شخصیت‌های کلیدی در تشکیل امپراتوری آلمان در هیجدهم ژانویه ۱۸۷۱ بود، می‌باشد. برای تمایز اسمی وی از عمویش، وی را مولتکهٔ جوان تر نیز می‌نامند.

## اوایل خدمت
وی در بیندورف بخشی از گراند دوشهٔ مکلنبورگ-اشورین زاده شد. در خلال جنگ فرانسه و پروس در ۱۸۷۱، وی در تیپ هفتم نارنجک‌انداز شرکت نموده و به خاطر شجاعتش مورد تقدیر قرار گرفت. او بین سال‌های ۱۸۷۵ تا ۱۸۷۸ در داشگاه جنگ شرکت کرده و در ۱۸۸۰ عضوی از ستاد ارتش گردید. در ۱۸۸۲ آجودان شخصی عمویش که یازدهمین سالِ ریاستش بر ستاد ارتش را سپری می‌کرد، گردید. در ۱۸۹۱ با مرگ عمویش، وی مشاور خصوصی قیصر ویلهلم دوم گردید و این سمت وی را وارد حلقهٔ دوستان خصوصی امپراتور نمود. در ۱۸۹۸ وی به فرماندهی تیپ اول پیاده‌نظام گماشتند. در ۱۹۰۲ نیز به درجه "Lieutenant General" که دارای یک ستاره بود، ارتقا مقام داده و هدایت لشکر اول پیاده‌نظام را به وی سپردند.: 47–49 

## انتصاب به عنوان ریاست ستاد
در ۱۹۰۴ وی ژنرال آماد و پشتیبانی گشته و عملاً معاون رئیس ستاد شد. با بازنشستگی رئیس ستاد یعنی آلفرد فون اشلیفن، وی مقام ارزشمند وی را اشغال کرد. انتصاب وی به جانشینی اشلیفن از آن زمان تاکنون مورد بحث بوده‌است. رقبای وی در اشغال سمت ریاست ستاد عبارت بودند از هانس هارتویگ فون بسلر، کارل فون بولو و کلمار فرایهر فن در گلتس.: 68  منتقدین اتهام می‌زنند که وی تنها به لطف اعتبار نام خانوادگی اش و نیز رابطه نزدیک با قیصر ویلهلم دوم به این مقام دست یافته‌است؛ چرا که قیصر با سه کاندیدای دیگر رابطه ای نداشت. تاریخ دانان استدلال می‌کنند که فون بسلر به قدری به اشلیفن نزدیک بوده که بتواند جانشین او گردد برعکس، گوتلس و فون بولو چنان مستقل بودند که قیصر نظر خوشی نسبت بدان‌ها نداشته باشد. رابطه نزدیک مولتکه با قیصر نوعی آزادی عمل برایش فراهم نموده بود که دیگر ژنرال‌ها از آن بی بهره بودند. البته گولتس هیچ گونه مورد اشتباهی در انتصاب مولتکه به عنوان رئیس جدید ستاد نمی‌دید.: 71 

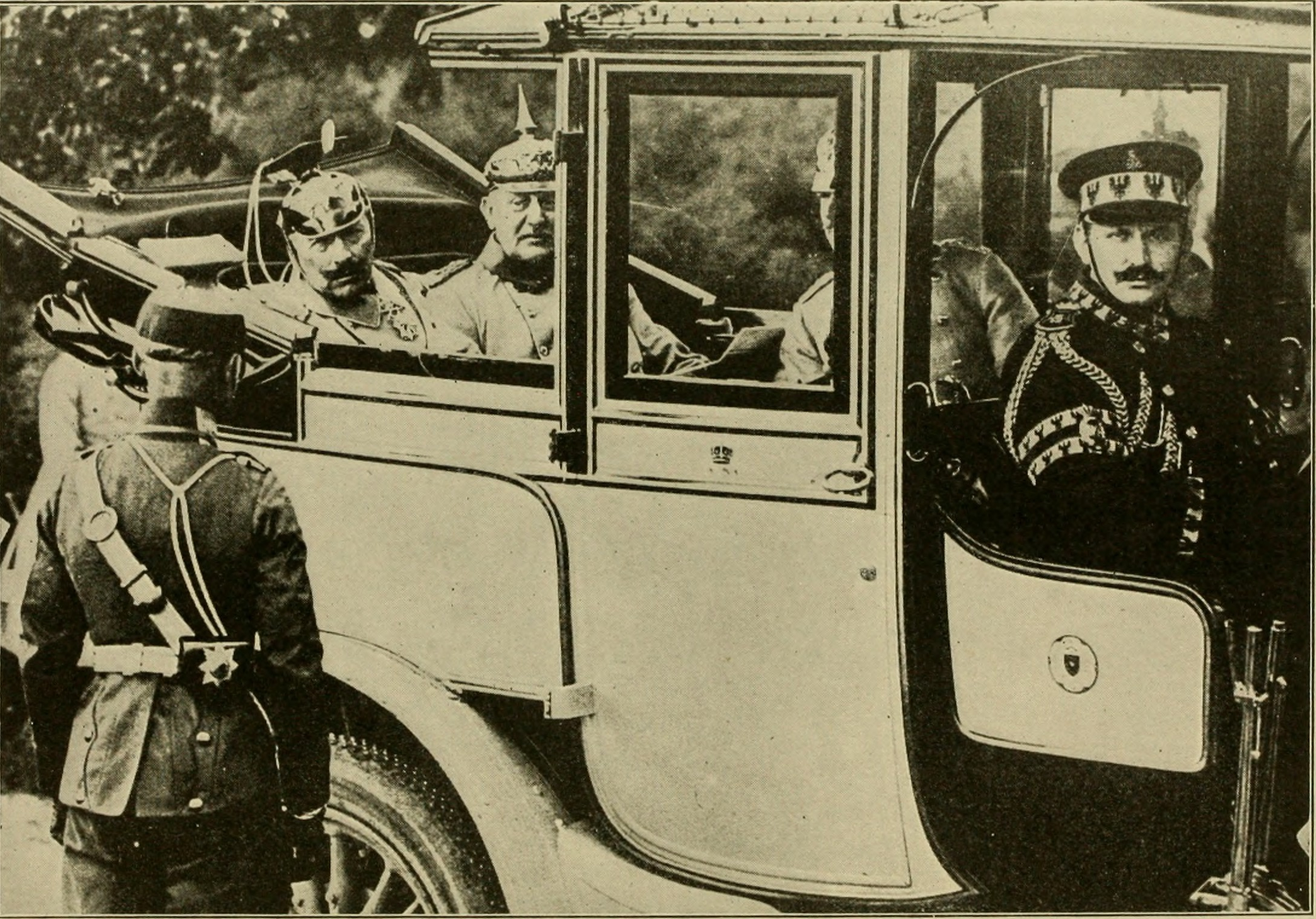
ژنرال مولتکه (فرد دورتر در عقب خودرو) در کنار قیصر ویلهلم دوم

## نبرد مارن
مدتی کوتاه قبل از وقوع جنگ جهانی اول و نبرد مارن در سپتامبر ۱۹۱۴، مولتکه به قیصر گفت که از سوی «کارل ماکس، پرنس فون لیچنوفسکی» سفیر امپراطوری آلمان در لندن، باخبر شده‌است که سر ادوارد گری وزیر خارجه بریتانیای کبیر به سفیرشان پیشنهاد تضمین بیطرفی فرانسویان توسط بریتانیای کبیر را ارائه نموده‌است. طبق گفته مورخ سرشناس جان کیگان، هر چند قیصر آلمان اعتقاد داشت که اگر کشورش به فرانسه حمله نکند، بریتانیا بیطرف خواهد ماند. هر چه که باشد، قیصر آلمان عقیده داشت که جنگ دوجبهه ای با روسیه و فرانسه قابل اجتناب است (می توان به جای درگیری با هر دو کشورِ فرانسه و روسیه، فقط با روسیه درگیر شد. م) بنابراین به مولتکه گفت که نیروهایش را از جبهه غربی به جبهه شرقی برای تقابل با روسیه منتقل کند. مولتکه تقاضای امپراتور را رد نمود زیرا استدلالش این بود که چنین تغییر اساسی و پایه ای در نقشهٔ بسیج عمومی نیروها غیرممکن است مگر این که نیروهایشان را دچار از هم پاشیدگی سازمانی نمایند (زیرا از سال ۱۹۰۴ طبق طرح اشلیفن آلمان می‌بایستی قسمت غول آسایی از نیروهایش را در غرب متمرکز کرده و پس از یکسره ساختن کار فرانسه، تلاش خود را متوجه جبهه شرقی روسیه می‌کردند. م) و همان نقشه اصلی(نقشه اشلیفن. م) باید اجرا شود. سالیان بعد ژنرال هرمان فون اشتابس، فرمانده واحدهای قطاری ارتش آلمان، در کتابی که دربردارنده طرح محتمل [آلمانی‌ها برای انتقال نیروها از غرب به شرق] بود، [با این طرح فرضی] مخالفت[و از آن انتقاد] کرد.: 93–94  پیشنهادی که از سوی سر ادوارد گری ارائه شده بود، از سوی لیچنوفسکی یک پیشنهاد «خیالپردازانهٔ آمیخته با سؤ تفسیر» تشخیص داده شد[و بنابراین رد گردید]: 92  و قیصر به مولتکه گفت که از روی همان نقشه اصلی (حمله به فرانسه طبق طرح اشلیفن) کار را ادامه دهد. در اثر شکست ژرمن‌ها در نبرد اول مارن، سلامتی مولتکه به خطر افتاده (پیش از وقوع جنگ به سکته مغزی نیز دچار شده بود. م) و بنابراین جایش را در چهاردهم سپتامبر به اریش فون فالکنهاین سپرد.
در این که مسئولیت شکست در نبرد اول مارن را به گردن مولتکه بیندازند، بحث هست. برخی منتقدین ادعا می‌کنند که ضعیفتر کردن نقشه اشلیفن توسط وی[با انتقال بخش زیادی از نیروهای جبهه غرب به شرق] سبب اصلی شکست آلمان در این نبردِ ابتداییِ جنگ بود. آرشیوها نشان می‌دهند که مولتکه، که نگران روسیه بود، صد و هشتاد هزار نفر از نیروها را به جبهه شرق منتقل نمود[و با این کار وزنه طرح اشلیفن را به سود جبهه شرقی روسیه و به ضرر جبهه غربی فرانسه تغییر داد]. از این هم بحث برانگیزتر، مولتکه در روز ۲۸اُم اوت اندک مدتی قبل از پیروزی حماسه ای در نبرد تاننبرگ، دو سپاه و یک لشکر سواره نظام را برای تقویت ژنرال هیندنبورگ و معاونش ژنرال لودندورف اعزام داشت. مجموعهٔ تمامی این نقل و انتقالات [از جبهه غربی به جبهه شرقی] در دید بعضی تاریخ نگاران به عنوان عامل شکستِ استراتژیکِ طرح اشلیفن که در ۱۹۰۴ تصویب شده بود، دانسته می‌شود. [اما] عده ای از تاریخ دانان از جمله زوبر و مارشال ادعا می‌کنند که ناتوانی ارتش یکم الکساندر فن کلوک و ارتش دوم کارل فون بولو درحفظ مواضع خود و نیز در ایجاد رخنه در نزدیکی پاریس، بیش از ضعفِ طرح‌ریزی‌های عملیاتیِ مولتکه عامل مستقیم شکست آلمان‌ها بوده‌است. در عوض حامیان مکتب اشلیفن معتقدند که مولتکه در ماه اوت، کنترل بر ارتش‌های مهاجمش را از دست داده و همچنین وقتی نبرد اول مارن در سپتامبر گسترش پیدا کرد، وی از ارائه واکنش به موقع و مناسب ناتوان بود. در حالی که مولتکه هرگونه تماس با فرماندهان ارشد خود را از دست داده بود و از دیگر سو دکترین عملیاتی ژرمن‌ها بر دکترین Auftragstaktik∗ بیش از ارتش‌های دیگر تأکید داشته‌است. مابقی تاریخ دانان استدلال می‌کنند که تعدد گزینه‌های استراتژیکی ای که مولتکه با آنها روبرو بود، به علاوهٔ خطر حمله روسیه به پروس شرقی[یازده روز قبل از نبرد اول مارن] سبب سردرگمی وی در تصمیم‌گیری شده بود.
در حالی که قبل از نبرد اول مارن، ژنرال‌های آلمانی و جراید این کشور اعلام نموده بودند که این نبرد به سوی پیروزی پیش می‌رود، مولتکه در چهارم سپتامبر با ناامیدی دریافته بود که کمبود سربازانِ به اسارت گرفته شده‌شان، نشان از این داشت که ژرمن‌ها هنوز پیروزی قاطعی در نبرد بدست نیاورده اند.: 186–7  مولتکه شاید بسیار نگران حمله ناموفق ژرمن‌ها در لورن بوده‌است و[بنابراین] با وجودی که نبرد مارن در حال توسعه یافتن بود، از تاریخ دوم تا پنجم سپتامبر به ارتش‌های اول و دوم و سوم [که در این نبرد و نه حمله به لورن مشارکت داشتند] هیچگونه فرمانی نفرستاده بود.: 192 

در پی عقب‌نشینی ژرمن‌ها از رود مارن، وی با تردید به قیصر گزارش داد که: «اعلی حضرت! ما جنگ را باخته‌ایم»
راجع به اینکه آیا ژنرال مولتکه واقعاً به امپراطورش گفته‌است «اعلی حضرت! ما جنگ را باخته‌ایم» یا نه، چیزی نمی‌دانیم. فقط با یک شم سیاسی ای که قوی تر از شم نظامی است، می‌دانیم که وی در شب ۹اُم[سپتامبر] به همسرش نوشت: «اوضاع به خوبی پیش نمی‌روند. نبرد در جناح شرقی پاریس باب میل ما نیست و ما مجبور خواهیم شد که بهایی برای گندی که به بار آوردیم بپردازیم».

_چرچیل

## سال های پایانی
پس از آن که وی جایش را به ژنرال اریش فون فالکنهاین سپرد، به سمت ریاست ستاد نیروهای ذخیره گماشته شد که وظیفه اش سازماندهی و کنترل نیروهای دفاع ذخیره و محلی بود. سلامتی وی، رو به وخامت بود تا این که در روز هیجدهم ژوئن سال 1916 در مراسم یادبود فیلد مارشال کلمار فرایهر فن در گلتس (که دو ماه پیش تر فوت کرده بود)، وفات یافت. وی از خود یک جزوه به نام "مسئول جنگ" بر جا گذاشت که بیوه اش الیزا فون مولتکه کوشید در 1919 آن را منتشر نماید. الیزا از انتشار آن منع شد چرا که این جزوه ممکن بود مشکلاتی را به بار آورد. این جزوه در حقیقت برای نشان دادن آشفتگی اوضاعی که منجر به جنگ شد و نیز در واکنش به اتهام متفقین مبنی بر جنگ طلب بودن آلمان، نوشته شده بود. رؤسای ستاد و وزیرخارجه نسبت به محتوای این جزوه مضطرب بودند. ژنرال ویلهلم فون دامس مامور شد با بیوهٔ مولتکه ملاقات کرده و او را از انتشار جزوه بازدارد. ژنرال دامس با خواندن این جزوه، در دفتر خاطراتش آن را "حاوی مطالبی زننده[و خطرناک]" توصیف نمود. در نتیجه به جای این جزوه، بیوه اش دفترچه ای کم خطرتر با نام Erinnerungen, Briefe, Dokument که دربرگیرنده مجموعه ای از نامه ها و اسناد همسرش بودند را منتشر نمود. برخی از این نامه ها و اسناد، به دست آمده و برخی دیگر در خلال جنگ دوم جهانی از بین رفتند اما جزوهٔ اصیل هنوز قابل دسترسی نیست.: 10 

## زندگی خصوصی
در سن 66 سالگی وی از مسن ترین ژنرال های ارتش بوده که از وضع سلامتی وخیمی رنج می برد و چنان که گفتیم، پیش از آغاز جنگ دچار سکته مغزی گشته بود. استرس ناشی از این عوامل تاثیری منفی بر کارایی وی و ستادش در بدو جنگ داشتند. علایق شخصی وی شامل موسیقی و نقاشی و ادبیات بودند و برخلاف آن چه غالباً ادعا می شود، شخصیت وی از دید تاریخ نگار باربارا تاکمن، "درون گرای فاقد اعتماد به نفس" توصیف شده است.
مولتکه یکی از پیروان مکتب تئوسوفی بوده که آموزه هایش بر مبنای بی پایانی انسان، و ادواری بودن ظهور و سقوط تمدن هاست. وی نیز همانند بسیاری از همقطارانش در ستاد و دانشگاه جنگ، از معتقدین به داروینیسم اجتماعی بود. دیدگاه وی نسبت به روابط بین‌الملل به عنوان حوزه کشمکشِ صرف برای بقا، وی را به این باور رساند که دیرتر آغاز شدنِ جنگ، خرابی و مصیبت های هرچه بیشتر برای آلمان را به تاخیر انداخته بود.

## یادداشت ها
^ در اینگونه تاکتیک ها بر تحقق صرفِ اهداف جنگی بدون توجه به شیوه تحقق آن، تأکید می‌شود و در نتیجه فرماندهان و افسرانِ جزء آزادی عمل بیشتری دارند. این ایده از زمان ریاست عموی مولتکه به نام مولتکهٔ بزرگتر، به صورت بنیان تمامی نظریات نظامی ستاد ارتش آلمان در آمد.(رجوع شود به مولتکه (بزرگتر))